# Лакербай, Михаил Александрович
Лакербай Михаил Александрович (Лакрба, Лакербая Миха Ахматович) (6 [19] января 1901, Мерхеул, Кавказская администрация — 15 октября 1965, Москва) — абхазский советский писатель, драматург и сценарист, театровед, журналист. Участник Великой Отечественной войны, военный юрист, был в плену. Заслуженный деятель искусств Абхазской АССР (1961).

## Биография
Родился в селе Мерхеули Сухумского округа в семье мелкопоместного дворянина. Получив начальное образование в родном селе, он поступил в Сухумскую горскую школу, а затем — в Сухумское реальное училище, которое окончил в 1920 году.

### Начало творчества
Печататься начал в 1919 году во времена Грузинской демократической республики. Первые его статьи и стихи публиковались в первой абхазской газете «Апсны», выходившей под редакцией основоположника абхазской литературы Д. И. Гулиа. Молодой Лакербай с болью воспринимает суровую действительность. Его негодование ярко выражено в публицистических статьях и остро социальных лирических стихотворениях «В тюрьме», «Родина», «Дмитрию Гулиа», «Ласточка».
Один из зачинателей абхазской советской литературы. Лакербай вступил в абхазскую литературу в пору её зарождения, вместе с ней рос и мужал, внося большой вклад в развитие её драматургии и новеллы. Был один из тех писателей, кто способствовал возрастанию веса и значения абхазской литературы. После установления Советской власти в Абхазии с 1921 по 1925 год М. Лакербай работал соредактором первой абхазской советской газеты, носящей и поныне данное им название — «Апсны капш» («Красная Абхазия»).
В 1929 году окончил юридическо-экономический факультет Тбилисского политехнического института. Некоторое время работал юристом. Однако эта профессия не прельщала молодого Лакербай, проявившего в те годы склонность к журналистике и поэзии.
С 30-х годов начинается новый этап в творческой биографии М. Лакербай, когда он едет в Москву и поступает на высшие курсы сценаристов и кинорежиссёров. Окончив их, начинает работать на кинофабрике «Востоккино» ассистентом режиссёра и киносценаристом. В 1937 году заканчивает Высшие сценарные курсы.

### Великая Отечественная война, плен и осуждение
В начале Великой Отечественной войны М. Лакербай добровольцем пошел на фронт. Служил военным корреспондентом в дивизионной газете «На штурм врага».
В 1942 году военюрист М. Лакербай секретарь военного трибунала 388-й стрелковой дивизии участвовал в обороне Севастополя, где попал в немецкий плен и числился пропавшим без вести. В разговорах с агентами МГБ упоминал, что в последние дни обороны сошел с ума и находился в госпитале, где и был взят в плен.
По словам Лакербая был освобождён партизанами в Белоруссии и переправлен через линию фронта. В августе 1944 году вернулся в Сухум. Подозревался МГБ Абхазии в сотрудничестве с немцами в плену и абхазском национализме.
В 1947 году Лакербай арестован в Москве и осужден на 8 лет за измену Родине. Отбывал наказание в Воркуте. В конце срока работал в библиотеке лагеря. 5 февраля 1955 года отбыв срок был освобожден. По данным Р. Капба позднее был реабилитирован.

### Зрелые годы
Последние 10 лет жизни Лакербая стали наиболее активны. Наибольшую известность принесли Лакербаю новеллы, «Абхазские новеллы» и «Аламыс», вышедшие в издательстве «Советский писатель» в Москве в 1957 и 1961 годах. Лаконичные, национально колоритные, полные юмора, они отражают жизнь абхазского народа до Октябрьской революции и в советское время, проникнуты духом интернационализма, глубоко гражданственны.
Писатель идёт к литературе, вдохновленной идеалами современности, правдиво отражающей социальные конфликты эпохи и духовный облик людей, строящих новый мир — социалистическое общество.
Написал комедии «Потомок Гечей» (1939, постановка 1940) и «В овраге Сабыды» (1940, постановка 1941), историческую драму «Данакай» (1946—47, постановка 1956), драму «Чудесный сплав» (1956), либретто опер, оперетт и музыкальных комедий.
Комедии «Потомок Гечей» и «В овраге Сабыды» — о новых отношениях к труду и между людьми в социалистическом обществе, историческая драма «Чудесный сплав» (1956) — о дружбе абхазского, грузинского и русского народов. Эти произведения сыграли большую роль в развитии абхазского национального театра. Как к источнику своего творчества писатель обращался к абхазскому фольклору — историческим песням, сказаниям, притчам и легендам, пословицам и бытовым историям. Они служат основой создаваемых им новелл, в которых отражается мудрость народа, его обычаи и понятия, меняющиеся под воздействием революционных событий. «О душе народа, об аламысе я собрал эти устные рассказы, услышанные в разные годы», — писал автор в предисловии к одной из своих книг. Эти новеллы волнуют своим благородством, или, говоря словами самого автора, «аламысом», который, как волшебный талисман, открывает нам внутренний мир человека.
По его либретто написаны музыкальная комедия «Хаджарат» (1938, музыка В. Куртиди), оперы «Изгнанники» (1939, музыка Д. Шведова) и «Мзиа» (1951, музыка А. Баланчивадзе), по его сценариям поставлен ряд короткометражных картин: «Цветок жизни» (1933), «Ткварчели» (1934), «Дама в голубом» (1938) и другие.
Значительны его заслуги и в изучении путей развития абхазского театра. В своих «Очерках из истории абхазского театрального искусства» писатель первым проследил зарождение и формирование абхазского профессионального театра в неразрывной связи с развитием русского и грузинского театров.
У М. Лакербай немало рассказов о сегодняшнем дне. Их тема — подвиг человека во имя Родины. Писатель говорит романтически приподнято, с пафосом о подвигах, отважно сражавшихся за Советскую власть в годы гражданской войны («Даур и Сеид», «Чанагв») и во время Великой Отечественной войны («Говорят, ты стар», «Девочка из Отхары», «Лучшая роль»).
Упорно работал над новыми произведениями до конца своих дней. По сценариям писателя киностудией «Грузия-фильм» были выпущены цветные документальные фильмы «Абхазия — цветущий край» и «Сокровища потонувшего города (Диоскурия)». В последние годы своей жизни написал пьесы: «Огонь Прометея» — о борьбе трудящихся Абхазии за установление Советской власти и «Моя лучшая роль» — о современной абхазской деревне.
М. Лакербай поддерживал дружеские связи с такими выдающимися писателями и деятелями искусств, как Константинэ Гамсахурдиа, Лео Киачели, Ираклий Абашидзе, Александр Довженко, Виктор Шкловский, Андрей Баланчивадзе, Михаил Чиаурели и многие другие.
Умер в 65 лет. Похоронен в пантеоне писателей и общественных деятелей Абхазии на Сухумской горе.

### Произведения
- Комедия «Потомок Гечей» (поставлена 1940)
- «В овраге Сабыды» (поставлена 1941)
- Июымтакуа реизга. Х-томкны, т. 1—2, Aкya, 1968—71; Аламыс, Aкya, 1959; в рус. пер. — Абхазские новеллы, М., 1961
- Драма «Данакай»
- Драма «Чудесный сплав» (1956)
- «Очерки из истории абхазского театрального искусства». Сухуми, 1962
- Сборник «Тот, кто убил лань». Сухуми, 1966
- «С горсткой родной земли». Новеллы, М., 1972
- Е. С. Лакербай. Большая советская энциклопедия. 3 изд.